# Vicente Rojas
Pour les articles homonymes, voir Rojas.
Rojas  Naranjo est un nom espagnol. Le premier nom de famille, en général paternel, est Rojas ; le second, en général maternel, souvent omis, est Naranjo.
Vicente Rojas Naranjo, né le 30 avril 2002, est un coureur cycliste chilien.

## Biographie
En février 2022, Vicente Rojas se classe quatrième du Tour de Mendoza, une course réputée du calendrier national argentin. Trois mois plus tard, il prend la troisième place du championnat panaméricain sur route espoirs,. Il intègre ensuite l'équipe continentale brésilienne SwiftCarbon Pro Cycling Brazil durant l'été. Au mois de décembre, il devient champion du Chili sur route espoirs.
En début d'année 2023, il se distingue en terminant deuxième du Giro del Sol San Juan puis seizième du Tour de San Juan, avant de remporter le championnat panaméricain sur route espoirs.

## Palmarès et résultats

### Palmarès par année
- 2021
  - 4e étape de la Vuelta Maule Sur
- 2022
  -  Champion du Chili sur route espoirs
  - 2e de la Vuelta Maule Centro
  -  Médaillé de bronze du championnat panaméricain sur route espoirs
- 2023
  -  Champion panaméricain sur route espoirs
  - Clásica de Pascua
  - 3e étape du Tour du Portugal de l'Avenir
  - 2e étape du Tour de Salamanque
  - 2e du Giro del Sol San Juan
  - 2e du Tour du Portugal de l'Avenir
  - 2e du Tour de Salamanque
  - 3e du Trofeo Ayuntamiento de Zamora
- 2025
  - 3e du Trophée de la ville de Castelfidardo

### Classements mondiaux
| Année                                 | 2022 | 2023 | 2024  |
| ------------------------------------- | ---- | ---- | ----- |
| Classement mondial                    | nc   | 499e | 1280e |
| UCI America Tour                      | 73e  | 47e  | nc    |
|                                       |      |      |       |
| Légende : nc = non classéSource : UCI |      |      |       |